# 陸軍獣医学校
陸軍獣医学校（りくぐんじゅういがっこう）は、日本陸軍の医学系の教育機関（軍学校）のひとつで、各部の学校に分類される。獣医部将校（獣医）の養成が目的。

## 沿革
- 1877年（明治10年）- 前身となる陸軍馬医学会が設立。
- 1893年（明治26年）5月4日 - 勅令第26号「陸軍獣医学校条例」により陸軍獣医学校が設置された。
- 1908年（明治41年）4月1日 - 病馬廠の業務を開始[1]。
- 1945年（昭和20年）- 陸軍獣医学校廃止。

## 歴代校長
- 石原吉弘 騎兵少佐:1893年5月4日 - 1894年11月26日死去
- 橋本謙二 騎兵少佐:1895年9月7日 - 1897年4月14日
- 田村久井 騎兵中佐:1897年4月14日 - 1897年10月27日
- 橋本謙二 騎兵少佐:1897年10月27日 -
- （兼）秋山好古 騎兵大佐:1899年10月28日 -
- （兼）渋谷在明 騎兵大佐:1901年2月23日 -
- （兼）河野政次郎 騎兵中佐:1901年11月3日 -
- 今泉六郎 二等獣医正:1903年5月1日 - 1910年11月30日
- 柳沢銀蔵 一等獣医正:1910年11月30日 - 1918年3月30日[2]
- 武藤喜一郎 一等獣医正:1918年3月30日 - 1926年3月2日[2]
- 岡田勝男 獣医総監:1926年3月2日 - 1928年10月24日[2]
- 渡辺満太郎 獣医監:1928年10月24日 - 1933年8月1日[2]

1879年生、1969年没。広島出身。東京帝国大学農科大学獣医学科卒。元第17、第8師団各獣医部長、第１師団獣医部長（待命）。のち紫陽会（陸軍獣医部関係者の親睦団体）、日本獣医師会、日本装蹄師会各会長。
- 新美倌太 獣医監:1933年8月1日 - 1935年8月1日[6]
- 藤井一 獣医監:1935年8月1日[6] - 1937年3月1日[2]
- 渡辺中 獣医中将:1937年3月1日 - 1939年8月1日[7]
- 田崎武八郎 獣医中将:1939年8月1日 - 1941年1月19日死去[7]
- 吉村市郎 獣医少将:1941年1月23日 - 終戦[7]

## 所在地
開校時
- 東京府荏原郡目黒村（陸軍乗馬学校内）

1909年12月28日から終戦まで
- 東京府荏原郡世田ヶ谷村代田（東京市を経て現：東京都世田谷区代沢1-23-8）

※東急田園都市線池尻大橋駅下車徒歩7分
※京王井の頭線駒場東大前駅下車徒歩7分
※渋谷駅から東急バス渋51系統で「池尻住宅前」「代沢一丁目」下車徒歩3分

### 跡地
跡地は関係者によって設立された学校法人が一部を取得、日本装蹄学校が開校した。同校は1956年（昭和31年）に駒場学園高等学校となり、1994年（平成6年）まで装蹄師の教育を続けた。現在は、4年制大学進学を目指す普通教育の他、調理師の養成課程である『食物調理科』を持つ。
その他、東京都に払い下げられた部分は都営代沢一丁目アパートに、世田谷区に払い下げられた部分には区立富士中学校が開校した。